# Nuppeppō
 (novembre 2022).

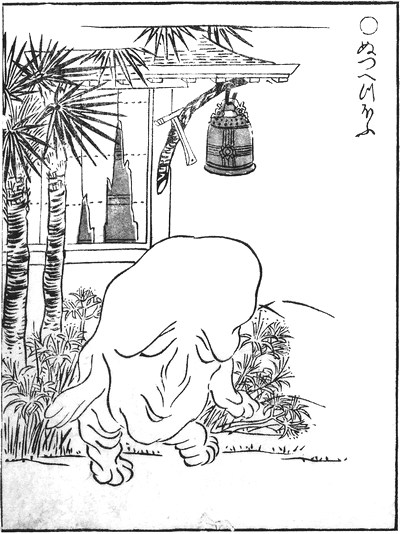
Un nuppeppō tels qu'illustré par Toriyama Sekien.

Un nuppeppō (ぬっぺっぽう) (aussi appelé nuppefuhō) est, dans le folklore japonais,  un yōkai asexué (créature surnaturelle) qui peut mesurer jusqu'à 1,5 m de hauteur. Il est décrit comme ayant un aspect flasque et son apparition est accompagnée d'une forte odeur corporelle. Il semble être une boule de chair avec un soupçon de visage dans les plis de graisse. Il est également décrit comme ayant doigts et orteils semblables à des grumeaux mal définis.
Le nuppeppō est passif et sans agressivité. L'odeur de corps peut être comparée à une odeur de chair en décomposition. D'autres théories affirment que le nuppeppō est réellement composé de chair en décomposition. Une rumeur prétend que ceux qui mangent la chair d'un nuppeppō disposeront de la jeunesse éternelle.
Le nuppeppō errerait dans les rues désertes des villages et des villes, souvent la nuit vers la fin de l'année, ou dans les cimetières ou temples abandonnés. Il serait normalement solitaire mais parfois observé en groupes. Ses doigts et orteils peuvent être attribués comme caractéristiques au milieu de plis de la peau.